# Llista de les obres de Charles Robert Darwin
Aquesta és una llista de les obres de Charles Robert Darwin.
Els escrits del científic es poden trobar -en anglès- a l'adreça The Complete Works of Charles Darwin Online: el sumari (Table of Contents) proporciona una bibliografia completa de les seves obres, incloent variants d'edició, articles i aportacions a llibres i revistes, correspondència, un resum biogràfic i un catàleg complet de manuscrits. Aquests materials es poden llegir lliurement, però no tenen llicència de Domini públic, i part dels materials tenen Copyright. Per a versions lliures de drets de les principals obres de Darwin, hom pot consultar la seva fitxa en el Projecte Gutenberg.

## Obres

### Obres publicades
- 1835: Extracts from letters to Professor Henslow (Extractes de cartes al Professor Henslow) - edició privada, no comercial
- 1836: A letter, Containing Remarks on the Moral State of Tahiti, New Zealand, &c (Carta amb observacions sobre l'estat moral de Tahití, Nova Zelanda i altres)
- 1838-43: Zoology of the Voyage of H.M.S. Beagle (Zoologia del viatge del HMS Beagle) - obra col·lectiva, dirigida per Charles Darwin, que en redactà alguns trossos:
  - 1838: Part 1 No. 1 Fossil Mammalia de Richard Owen (de Darwin en són el Prefaci i la Introducció geològica)
  - 1838: Part 2 No. 1 Mammalia de George Robert Waterhouse (Darwin fou autor de la Introducció geogràfica i Notícia dels seus hàbits i hàbitats)
- 1839: Journal and Remarks (The Voyage of the Beagle). Traducció catalana -incompleta- de Leandre Pons i Dalmau: Viatje d'un naturalista al rededor del món, fet a bordo del barco "Lo llebrer" (The Beagle) desde 1831 á 1836 Barcelona: Biblioteca del Diari Català, 1879-1881. Reimpressió facsímil: Barcelona: Diputació de Barcelona, 1982. Una segona traducció catalana, completa, a partir de la segona edició de 1845, d’Oriol Ràfols Grifell: El viatge del Beagle, Edicions del Cràter, Barcelona, 2024.
- 1842: The Structure and Distribution of Coral Reefs (L'estructura i la distribució dels esculls coral·lins)
- 1844: Geological Observations of Volcanic Islands (Observacions geològiques d'illes volcàniques)
- 1846: Geological Observations on South America (Observacions geològiques de Sud-amèrica)
- 1849: Capítol Geology (Geologia) en el llibre de John F.W. Herschel A Manual of scientific enquiry; prepared for the use of Her Majesty's Navy: and adapted for travellers in general (Manual de recerca científica, preparat per a ús de l'Armada de Sa Majestat, i adaptat per als viatgers en general)
- 1851: A Monograph of the Sub-class Cirripedia, with Figures of all the Species. The Lepadidae; or, Pedunculated Cirripedes. (Monografia de la sub-classe Cirripedia, amb imatges de totes les espècies. Els Lepadidae, o cirrípedes pedunculats)
- 1851: A Monograph on the Fossil Lepadidae; or, Pedunculated Cirripedes of Great Britain (Monografia dels Lepadidae fòssils, o cirrípedes pedunculats de la Gran Bretanya)
- 1854: A Monograph of the Sub-class Cirripedia, with Figures of all the Species. The Balanidae (or Sessile Cirripedes); the Verrucidae, etc. (Monografia de la sub-classe Cirripedia, amb imatges de totes les espècies. Els Balanidae (o cirrípedes Sessilis), els Verrucidae, etc.)
- 1854: A Monograph on the Fossil Balanidæ and Verrucidæ of Great Britain (Monografia dels Balanidae i Verrucidae fòssils de la Gran Bretanya)
- 1858: On the Tendency of Species to form Varieties; and on the Perpetuation of Varieties and Species by Natural Means of Selection - Extract from an unpublished Work on Species (Sobre la tendència de les espècies per a fer varietats; i sobre la perpetuació de les varietats i espècies per mitjà de la Selecció natural - Extracte d'un treball inèdit sobre les Espècies)
- 1859: On the Origin of Species by Means of Natural Selection, or the Preservation of Favoured Races in the Struggle for Life. Traducció catalana de Santiago Albertí i Constança Albertí L'origen de les espècies Barcelona: Edicions 62 - Diputació de Barcelona, 1982 (reimpressions del 1983, 1988, 1998 i 2009 -ISBN 978-84-297-6184-9-)
- 1862: On the various contrivances by which British and foreign orchids are fertilised by insects (Sobre els diversos artificis pels que les orquídies britàniques i estrangeres són fecundades pels insectes)
- 1868: Variation of Plants and Animals Under Domestication (Variació d'animals i plantes en ser domesticats)
- 1871: The Descent of Man, and Selection in Relation to Sex. Traducció catalana de Josep Egózcue i Cuixart L'origen de l'home i sobre la selecció en relació amb el sexe Barcelona: Generalitat de Catalunya - Edicions científiques catalanes, 1985
- 1872: The Expression of Emotions in Man and Animals (L'expressió de les emocions en l'home i els animals)
- 1875: Movement and Habits of Climbing Plants (Moviment i hàbits de les plantes enfiladisses)
- 1875: Insectivorous Plants (Plantes insectívores)
- 1876: The Effects of Cross and Self Fertilisation in the Vegetable Kingdom (Els efectes de l'auto-fecundació i de la fecundació creuada en el Regne Vegetal)
- 1877: The Different Forms of Flowers on Plants of the Same Species (Les diverses formes de flors i plantes de les mateixes espècies)
- 1879: Preface and 'a preliminary notice' (prefaci i "una nota preliminar") en el llibre d'Ernst Krause Erasmus Darwin
- 1880: The Power of Movement in Plants (El poder del moviment en les plantes)
- 1881: The Formation of Vegetable Mould Through the Action of Worms (La formació de floridura vegetal per l'acció dels cucs)

### Autobiografia
- 1887: Autobiography of Charles Darwin, editada pel seu fill Francis Darwin
- 1958: Autobiography of Charles Darwin, editada per Barlow, sense censurar. Traducció al català de Jaume Terrades Autobiografia València: Universitat de València, 2008 (ISBN 978-84-370-7328-6).
  - Autobiografia i cartes des del "Beagle", traducció de D. Sam Abrams Barcelona: Viena, 2009 ISBN 978-84-8330-548-5

### Cartes
- 1887: Life and Letters of Charles Darwin (Vida i cartes de Charles Darwin), editades per Francis Darwin
- 1903: More Letters of Charles Darwin (Més cartes de Charles Darwin), editades per Francis Darwin i A.C. Seward
  - La lluita per la vida, cartes entre Darwin i Alfred Russel Wallace. Traducció de Juli Peretó; València: Universitat de València, 2008 (ISBN 978-84-370-7131-2)